# بيتر بيتر (ملحن)
بيتر بيتر (بالدنماركية: Peter Schneidermann)‏ هو موسيقي وملحن دنماركي، ولد في 12 أغسطس 1960 في بورنهولم في الدنمارك.

## وصلات خارجية
- بيتر بيتر على موقع IMDb (الإنجليزية)
- بيتر بيتر على موقع ميوزك برينز (الإنجليزية)
- بيتر بيتر على موقع قاعدة بيانات الأفلام السويدية (السويدية)
- بيتر بيتر على موقع أول ميوزيك (الإنجليزية)
- بيتر بيتر على موقع ديسكوغز (الإنجليزية)
- بيتر بيتر على موقع ديسكوغز (الإنجليزية)
- بيتر بيتر على موقع قاعدة بيانات الفيلم (الإنجليزية)
- بيتر بيتر على موقع كينوبويسك (الروسية)